# Saint-Sauveur-Marville
Pour les articles homonymes, voir Saint-Sauveur.
Saint-Sauveur-Marville est une commune française située dans le département d'Eure-et-Loir en région Centre-Val de Loire.

### Situation

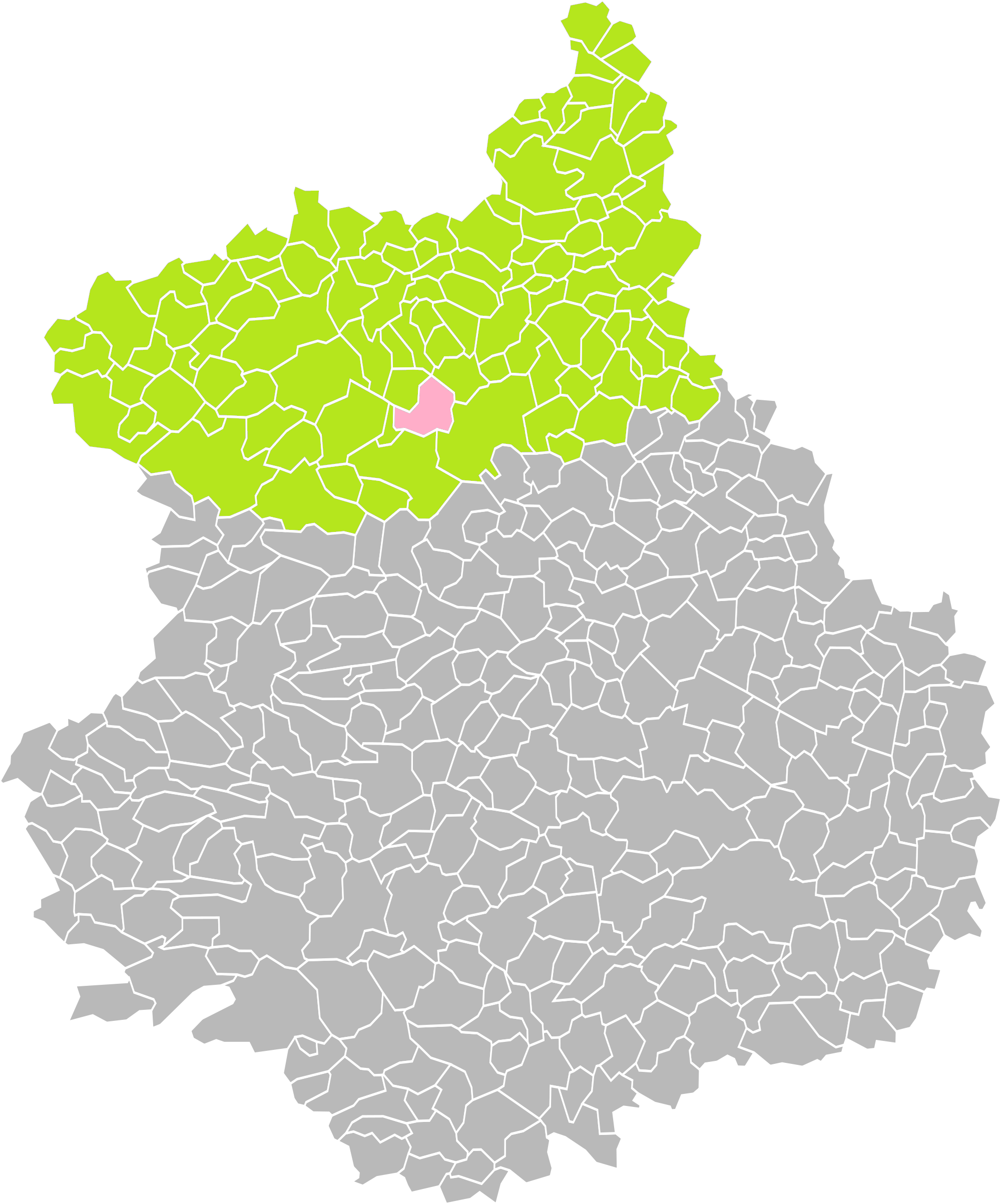
Position de Saint-Sauveur-Marville (en rouge) dans l'arrondissement de Dreux (en vert) du département d'Eure-et-Loir (grisé).

## Géographie

### Communes limitrophes
| Saint-Jean-de-Rebervilliers |                        | Le Boullay-les-Deux-Églises |
| Châteauneuf-en-Thymerais    | Saint-Sauveur-Marville | Tremblay-les-Villages       |
|                             | Thimert-Gâtelles       |                             |

### Hameaux, lieux-dits et écarts
- Levasville, au nord ;
- Marville-les-Bois, à l'est ;
- Bigeonnette, à l'ouest.

### Voies de communication et transports

#### Anciennes dessertes ferroviaires

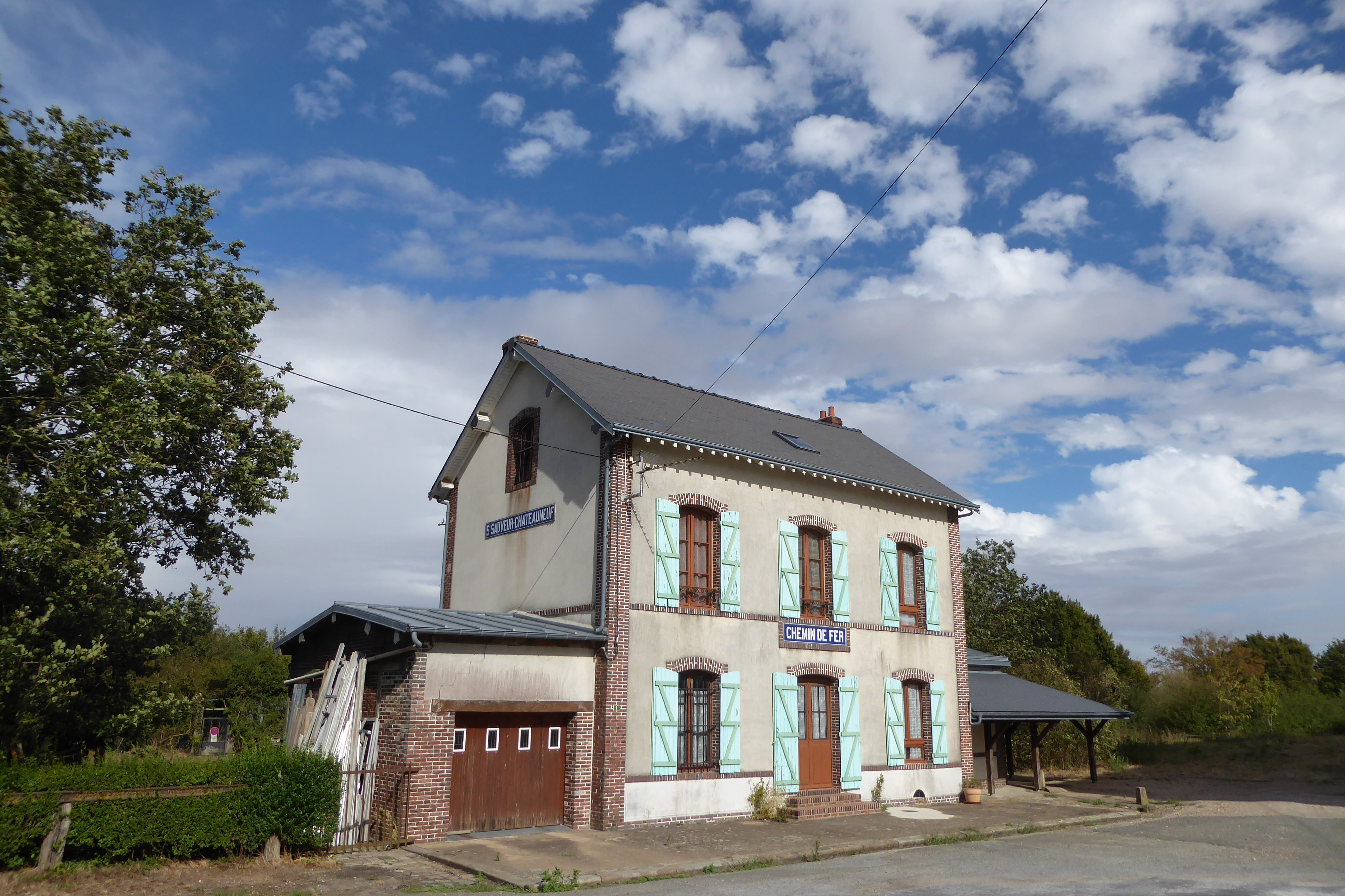
L'ancienne gare.

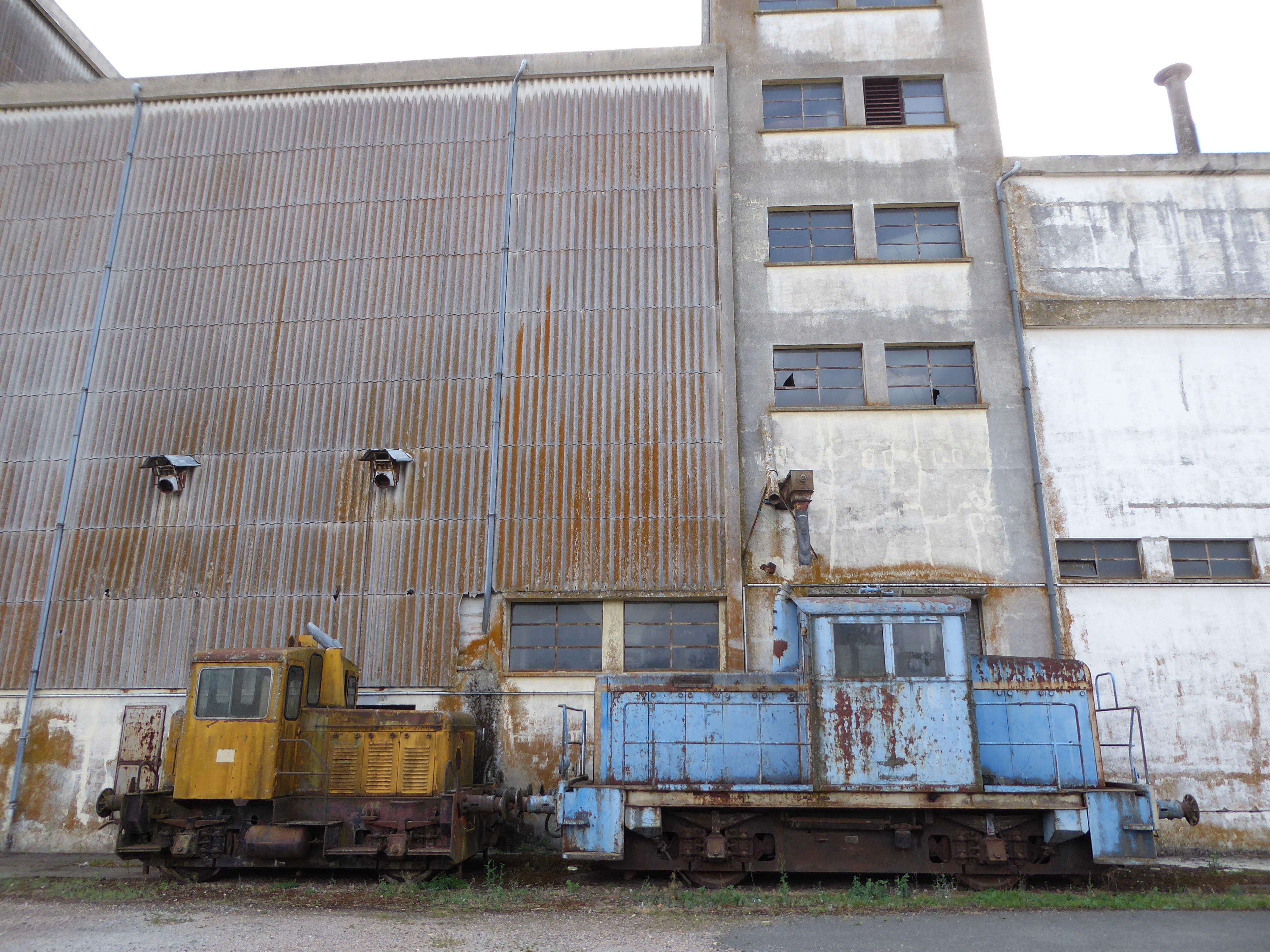
Anciennes locomotives devant le silo de la gare.

- Saint-Sauveur était desservie jusqu'en 1971 par les trains ouverts au trafic de voyageurs qui reliaient régulièrement Chartres à Dreux. Cette ligne était le dernier tronçon encore en service qui a relié jusque dans les années 1940 Rouen à Orléans.

La liaison est aujourd'hui abandonnée et seuls quelques trains de marchandise y circulent encore, notamment grâce au silo de Saint-Sauveur.
- La gare était également le point de départ d'une ligne des Tramways d'Eure-et-Loir qui reliait la ville à la commune voisine de Châteauneuf-en-Thymerais. Ce tramway qui a effectué jusqu'à 6 allers-retours par jour fut abandonné vers 1932 et ses voies démontées.

### Climat
Pour des articles plus généraux, voir Climat du Centre-Val de Loire et Climat d'Eure-et-Loir.
En 2010, le climat de la commune est de type climat océanique dégradé des plaines du Centre et du Nord, selon une étude du CNRS s'appuyant sur une série de données couvrant la période 1971-2000. En 2020, Météo-France publie une typologie des climats de la France métropolitaine dans laquelle la commune est exposée à un climat océanique altéré et est dans la région climatique  Sud-ouest du bassin Parisien, caractérisée par une faible pluviométrie, notamment au printemps (120 à 150 mm) et un hiver froid (3,5 °C). 
Pour la période 1971-2000, la température annuelle moyenne est de 10,5 °C, avec une amplitude thermique annuelle de 14,6 °C. Le cumul annuel moyen de précipitations est de 657 mm, avec 11,1 jours de précipitations en janvier et 7,9 jours en juillet. Pour la période 1991-2020, la température moyenne annuelle observée sur la station météorologique de Météo-France la plus proche, « Thimert », sur la commune de Thimert-Gâtelles à 3 km à vol d'oiseau, est de 11,4 °C et le cumul annuel moyen de précipitations est de 634,8 mm,. Pour l'avenir, les paramètres climatiques de la commune estimés pour 2050 selon différents scénarios d'émission de gaz à effet de serre sont consultables sur un site dédié publié par Météo-France en novembre 2022.

## Urbanisme

### Typologie
Au 1er janvier 2024, Saint-Sauveur-Marville est catégorisée commune rurale à habitat dispersé, selon la nouvelle grille communale de densité à 7 niveaux définie par l'Insee en 2022.
Elle est située hors unité urbaine. Par ailleurs la commune fait partie de l'aire d'attraction de Chartres, dont elle est une commune de la couronne,. Cette aire, qui regroupe 117 communes, est catégorisée dans les aires de 50 000 à moins de 200 000 habitants,.

### Occupation des sols
L'occupation des sols de la commune, telle qu'elle ressort de la base de données européenne d’occupation biophysique des sols Corine Land Cover (CLC), est marquée par l'importance des territoires agricoles (77,9 % en 2018), une proportion identique à celle de 1990 (77,9 %). La répartition détaillée en 2018 est la suivante : 
terres arables (74 %), forêts (16,3 %), zones urbanisées (5,8 %), zones agricoles hétérogènes (3,9 %). L'évolution de l’occupation des sols de la commune et de ses infrastructures peut être observée sur les différentes représentations cartographiques du territoire : la carte de Cassini (XVIIIe siècle), la carte d'état-major (1820-1866) et les cartes ou photos aériennes de l'IGN pour la période actuelle (1950 à aujourd'hui).

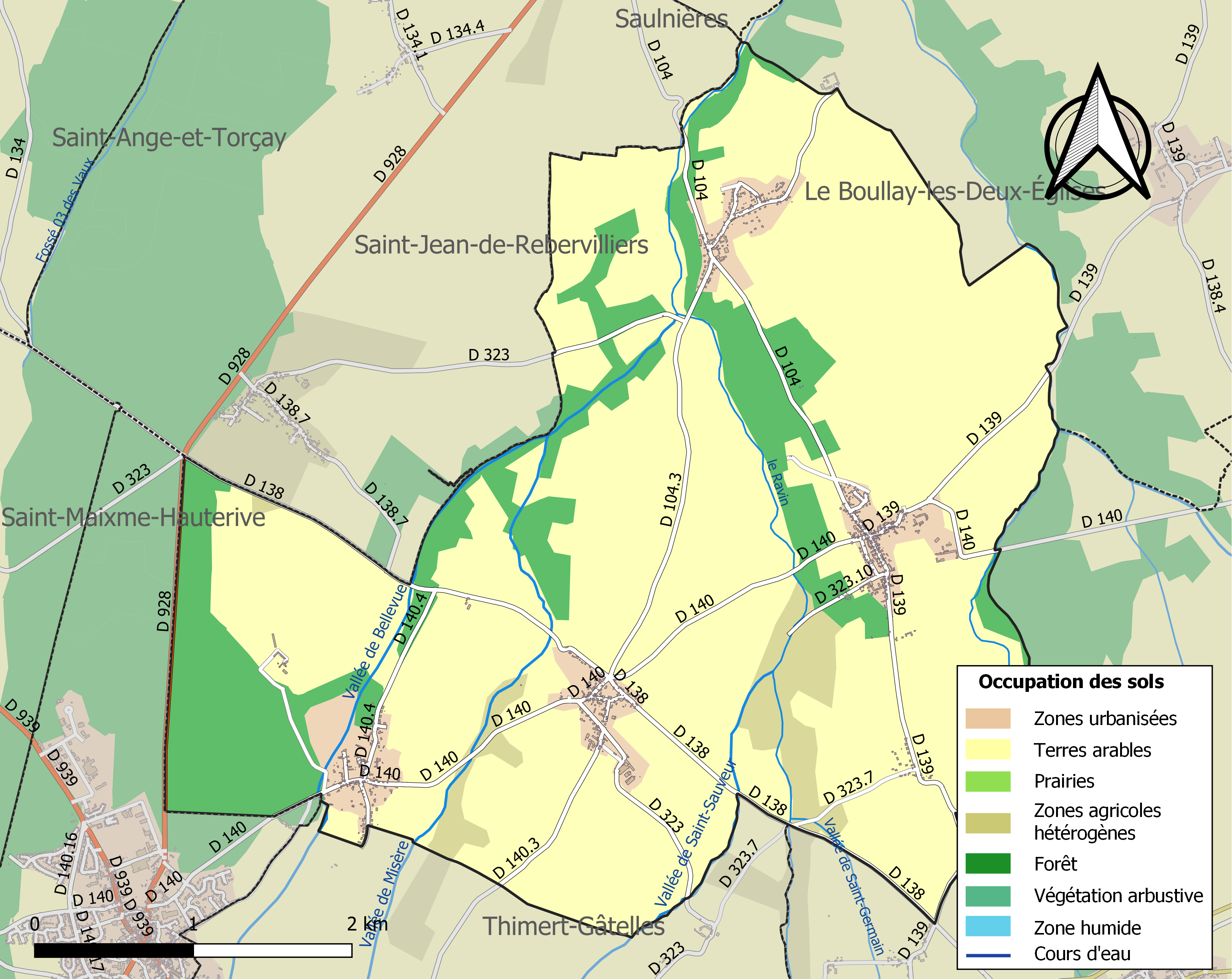
Carte des infrastructures et de l'occupation des sols de la commune en 2018 (CLC).

### Risques majeurs
Le territoire de la commune de Saint-Sauveur-Marville est vulnérable à différents aléas naturels : météorologiques (tempête, orage, neige, grand froid, canicule ou sécheresse), inondations, mouvements de terrains et séisme (sismicité très faible). Il est également exposé à un risque technologique, le transport de matières dangereuses. Un site publié par le BRGM permet d'évaluer simplement et rapidement les risques d'un bien localisé soit par son adresse soit par le numéro de sa parcelle.

#### Risques naturels
Certaines parties du territoire communal sont susceptibles d’être affectées par le risque d’inondation par débordement de cours d'eau, notamment La commune a été reconnue en état de catastrophe naturelle au titre des dommages causés par les inondations et coulées de boue survenues en 1999,.

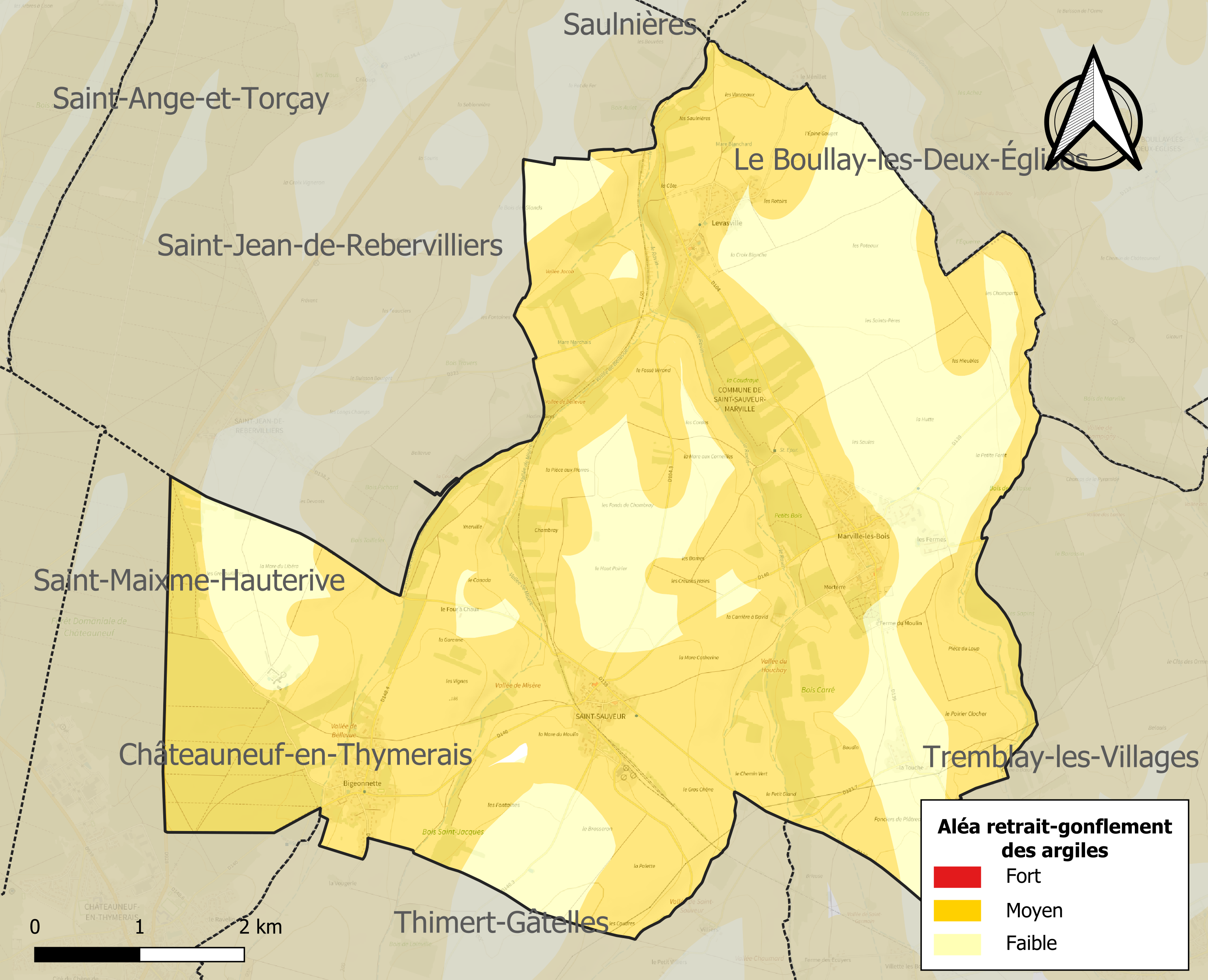
Carte des zones d'aléa retrait-gonflement des sols argileux de Saint-Sauveur-Marville.

Les mouvements de terrains susceptibles de se produire sur la commune sont des affaissements et effondrements liés aux cavités souterraines (hors mines). L'inventaire national des cavités souterraines permet de localiser celles situées sur la commune.
Le retrait-gonflement des sols argileux est susceptible d'engendrer des dommages importants aux bâtiments en cas d’alternance de périodes de sécheresse et de pluie. 70,1 % de la superficie communale est en aléa moyen ou fort (52,8 % au niveau départemental et 48,5 % au niveau national). Sur les 400 bâtiments dénombrés sur la commune en 2019, 356 sont en aléa moyen ou fort, soit 89 %, à comparer aux 70 % au niveau départemental et 54 % au niveau national. Une cartographie de l'exposition du territoire national au retrait gonflement des sols argileux est disponible sur le site du BRGM,.
Concernant les mouvements de terrains, la commune a été reconnue en état de catastrophe naturelle au titre des dommages causés par des mouvements de terrain en 1999.

#### Risques technologiques
Le risque de transport de matières dangereuses sur la commune est lié à sa traversée par des infrastructures routières ou ferroviaires importantes ou la présence d'une canalisation de transport d'hydrocarbures. Un accident se produisant sur de telles infrastructures est en effet susceptible d’avoir des effets graves au bâti ou aux personnes jusqu’à 350 m, selon la nature du matériau transporté. Des dispositions d’urbanisme peuvent être préconisées en conséquence.

## Toponymie
La réunion de Saint-Sauveur-Levasville avec Marville-les-Bois est réalisée par l'arrêté préfectoral du 4 décembre 1972, sous le nom de Saint-Sauveur-Marville.
Saint-Sauveur est un hagiotoponyme qui trouve son origine de l'attribut de « sauveur du monde » attaché à Jésus-Christ par les églises chrétiennes.
Marville est attesté sous la forme Marevilla en 1250.

## Histoire
La collecte fiscale de Levasville s’étendait sur 2 paroisses : Saint-Martin de Levasville et Saint-Sauveur. Dénombrée à part sur les rôles des tailles à partir de 1720, et sur les rôles de gabelle dans le grenier de Dreux, alors que Levasville dépendait du grenier de Chartres, la paroisse Saint-Sauveur semble avoir été collecte fiscale indépendante au XVIIIe siècle.
Lors de la formation du département d’Eure-et-Loir, en janvier 1790, les paroisses de Saint-Sauveur et de Levasville furent réunies pour former la commune de Levasville-Saint-Sauveur.
La réunion de Marville-les-Bois avec Saint-Sauveur-Levasville est réalisée par l'arrêté préfectoral du 4 décembre 1972, sous le nom de Saint-Sauveur-Marville.
En 2003, la commune rejoint la communauté de communes du Thymerais, puis en 2014 la communauté d'agglomération du Pays de Dreux.

## Politique et administration

### Liste des maires
| Période                                  | Période  | Identité          | Étiquette | Qualité                       |
| ---------------------------------------- | -------- | ----------------- | --------- | ----------------------------- |
| Les données manquantes sont à compléter. |          |                   |           |                               |
| 2001                                     | 2014     | Jean Rouillon     |           |                               |
| 2014                                     | En cours | Gilles Blanchard, |           | Ancien agriculteur exploitant |

## Population et société

### Démographie
L'évolution du nombre d'habitants est connue à travers les recensements de la population effectués dans la commune depuis 1793. Pour les communes de moins de 10 000 habitants, une enquête de recensement portant sur toute la population est réalisée tous les cinq ans, les populations de référence des années intermédiaires étant quant à elles estimées par interpolation ou extrapolation. Pour la commune, le premier recensement exhaustif entrant dans le cadre du nouveau dispositif a été réalisé en 2006.

En 2022, la commune comptait 927 habitants, en évolution de +0,76 % par rapport à 2016 (Eure-et-Loir : −0,23 %, France hors Mayotte : +2,11 %).
| 1793 | 1800 | 1806 | 1821 | 1831 | 1836 | 1841 | 1846 | 1851 |
| ---- | ---- | ---- | ---- | ---- | ---- | ---- | ---- | ---- |
| 376  | 550  | 537  | 442  | 409  | 429  | 438  | 433  | 388  |

| 1856 | 1861 | 1866 | 1872 | 1876 | 1881 | 1886 | 1891 | 1896 |
| ---- | ---- | ---- | ---- | ---- | ---- | ---- | ---- | ---- |
| 390  | 363  | 342  | 388  | 347  | 353  | 332  | 328  | 322  |

| 1901 | 1906 | 1911 | 1921 | 1926 | 1931 | 1936 | 1946 | 1954 |
| ---- | ---- | ---- | ---- | ---- | ---- | ---- | ---- | ---- |
| 345  | 320  | 318  | 298  | 272  | 268  | 275  | 273  | 252  |

| 1962 | 1968 | 1975 | 1982 | 1990 | 1999 | 2006 | 2011 | 2016 |
| ---- | ---- | ---- | ---- | ---- | ---- | ---- | ---- | ---- |
| 235  | 217  | 390  | 447  | 640  | 755  | 922  | 924  | 920  |

| 2021 | 2022 | - | - | - | - | - | - | - |
| ---- | ---- | - | - | - | - | - | - | - |
| 925  | 927  | - | - | - | - | - | - | - |

## Culture locale et patrimoine

### Lieux et monuments

#### Église Saint-Sauveur
Inscrit MH (1928, 2014).
Les lambris du XVIe siècle, avec l’inscription datée 1566, décorant la voûte de la chapelle de la Vierge de l’église Saint-Sauveur, sont inscrits en tant que monuments historiques en 1928, l'église devenant inscrite dans sa totalité en 2014.

L'église Saint-Sauveur et le cimetière.
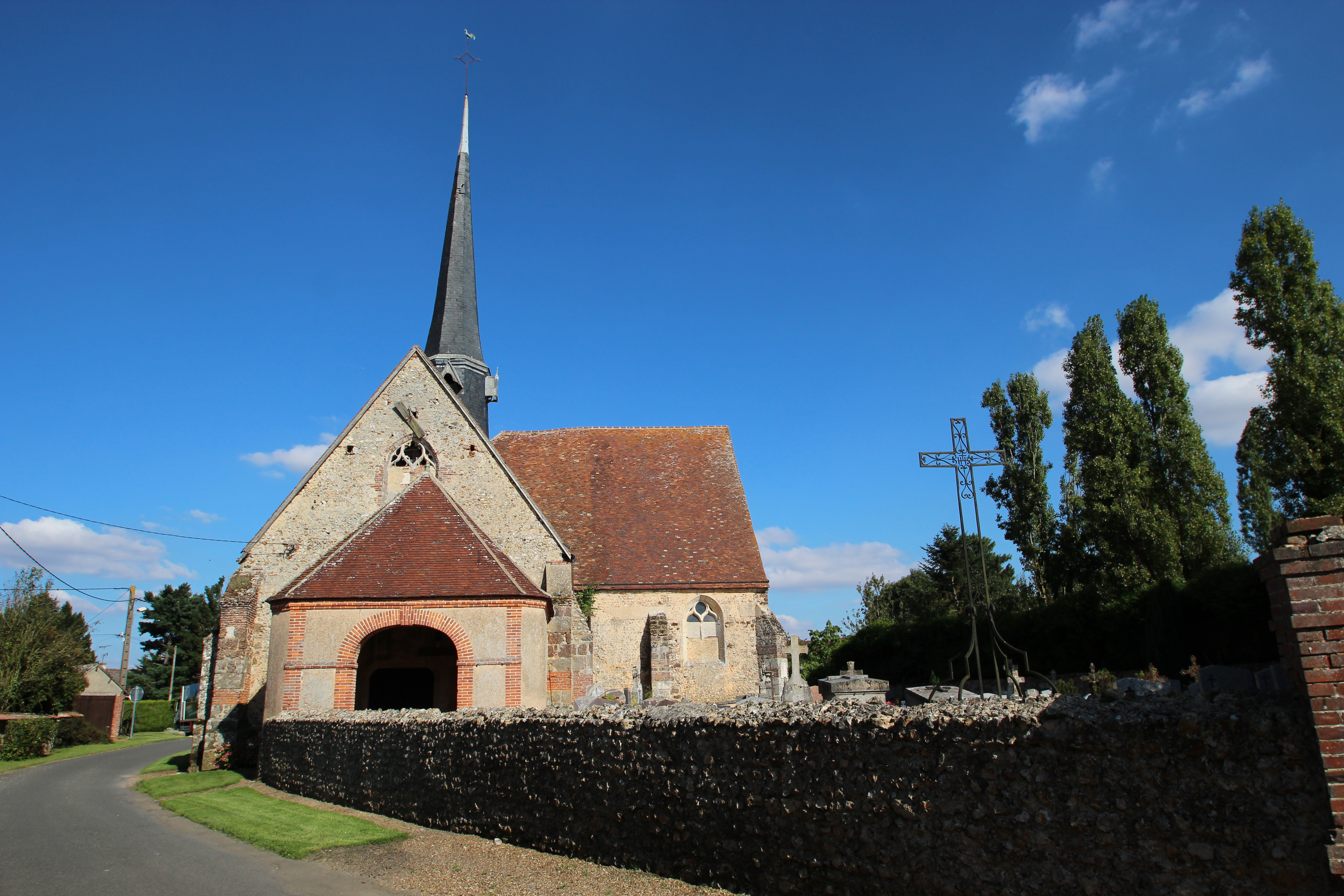
Façade ouest.
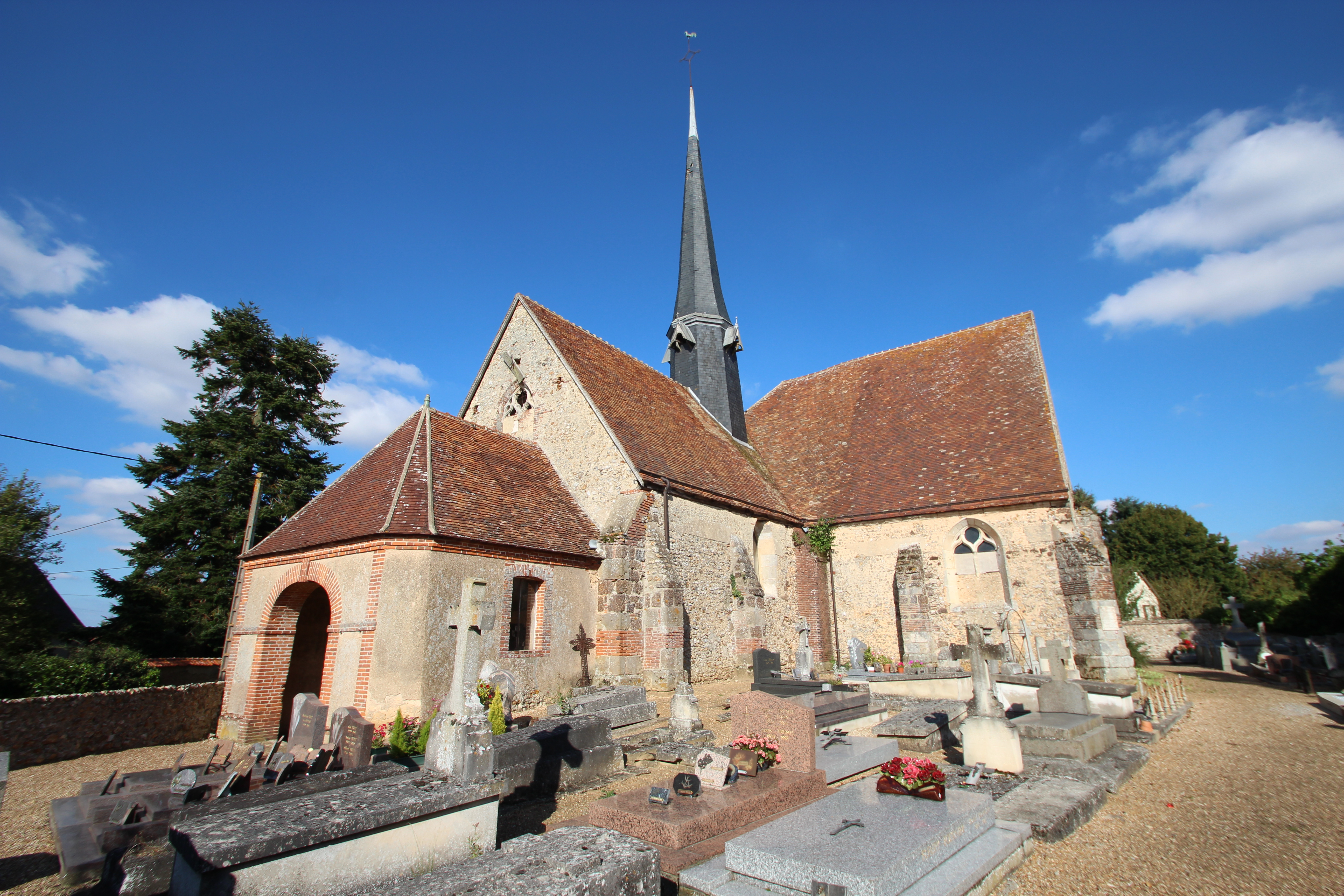
Vue sud-ouest.
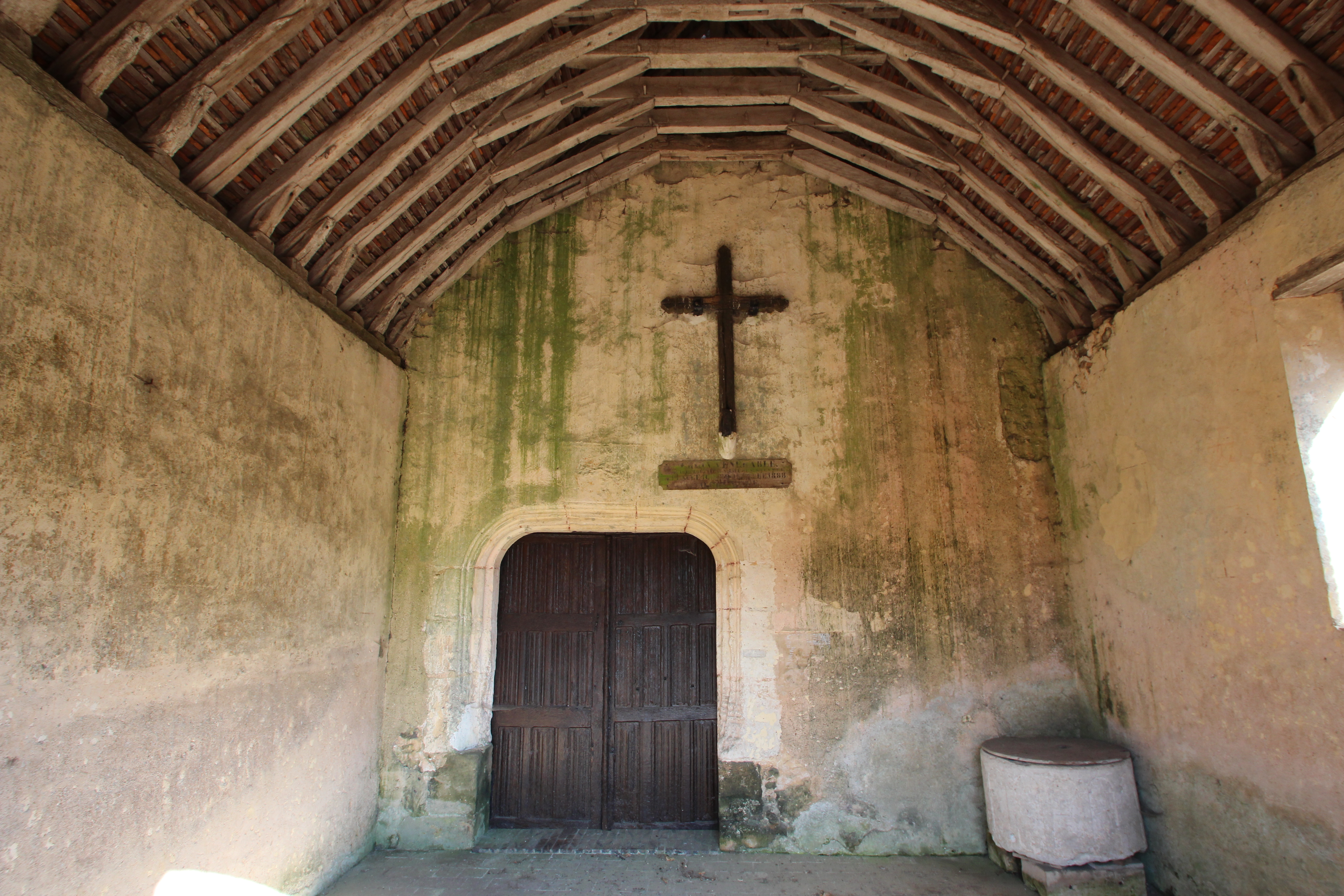
Porche-caquetoire.

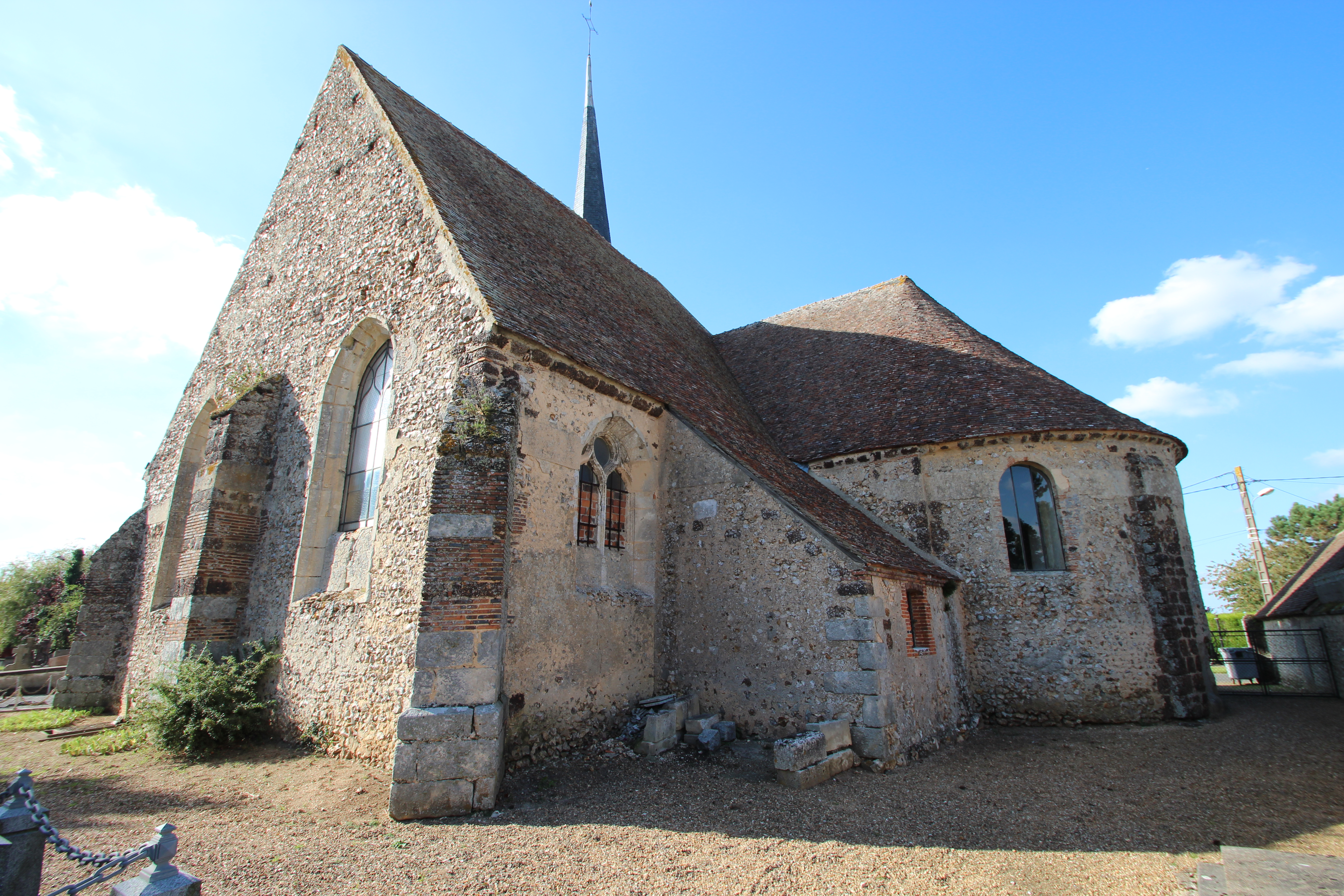
Chevet semi-circulaire.
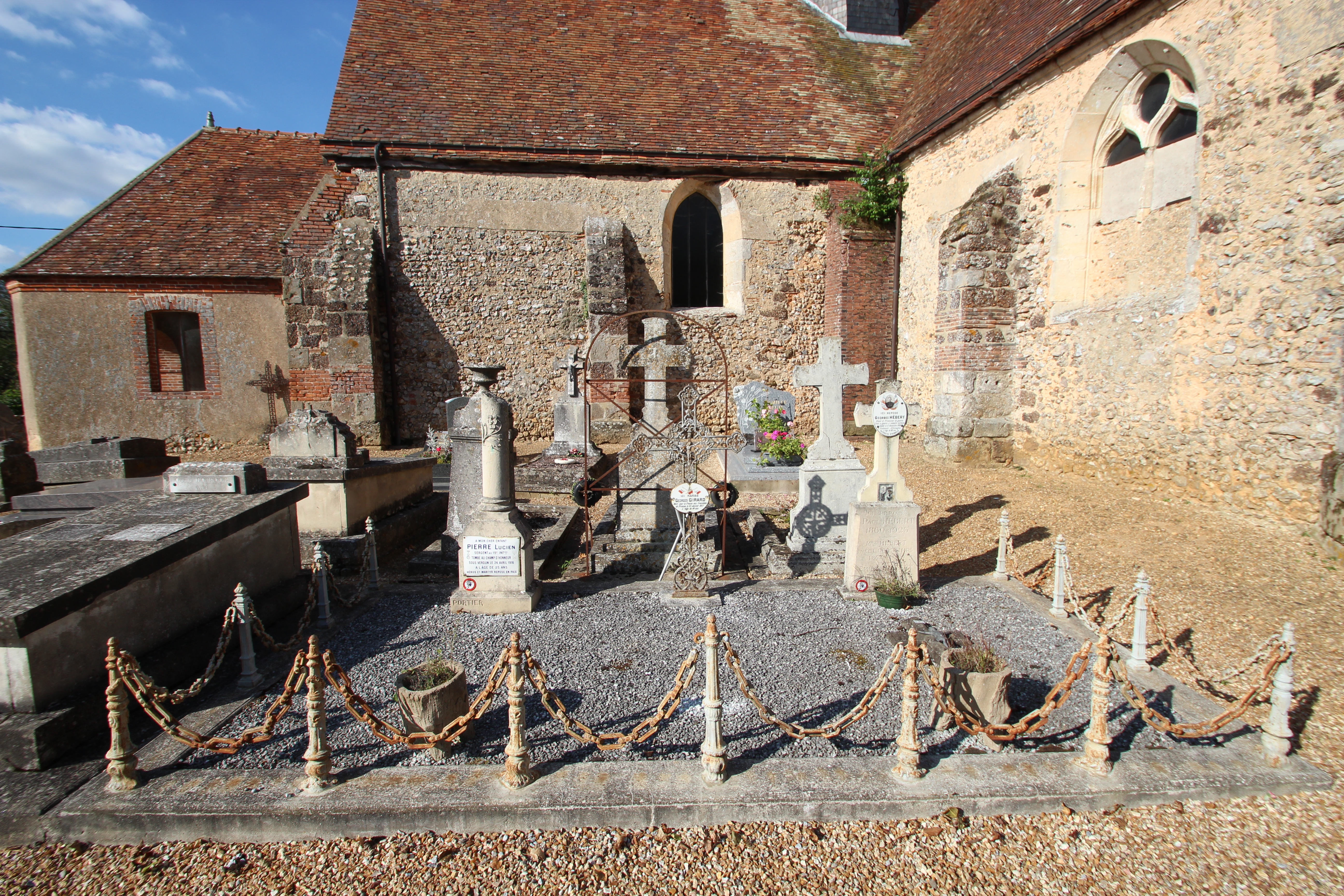
Carré militaire.
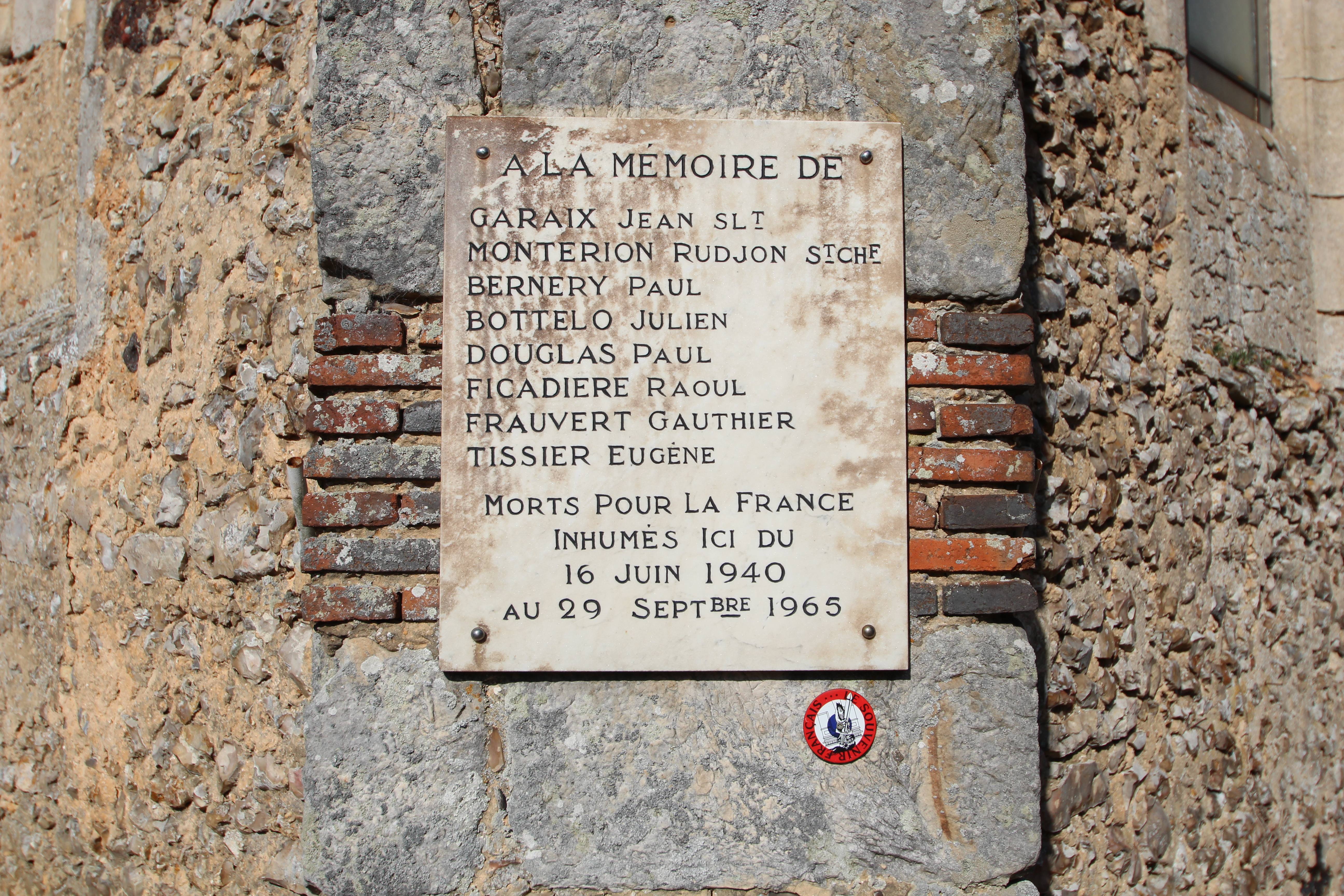
Plaque militaire.

#### Manoir du Jaglu

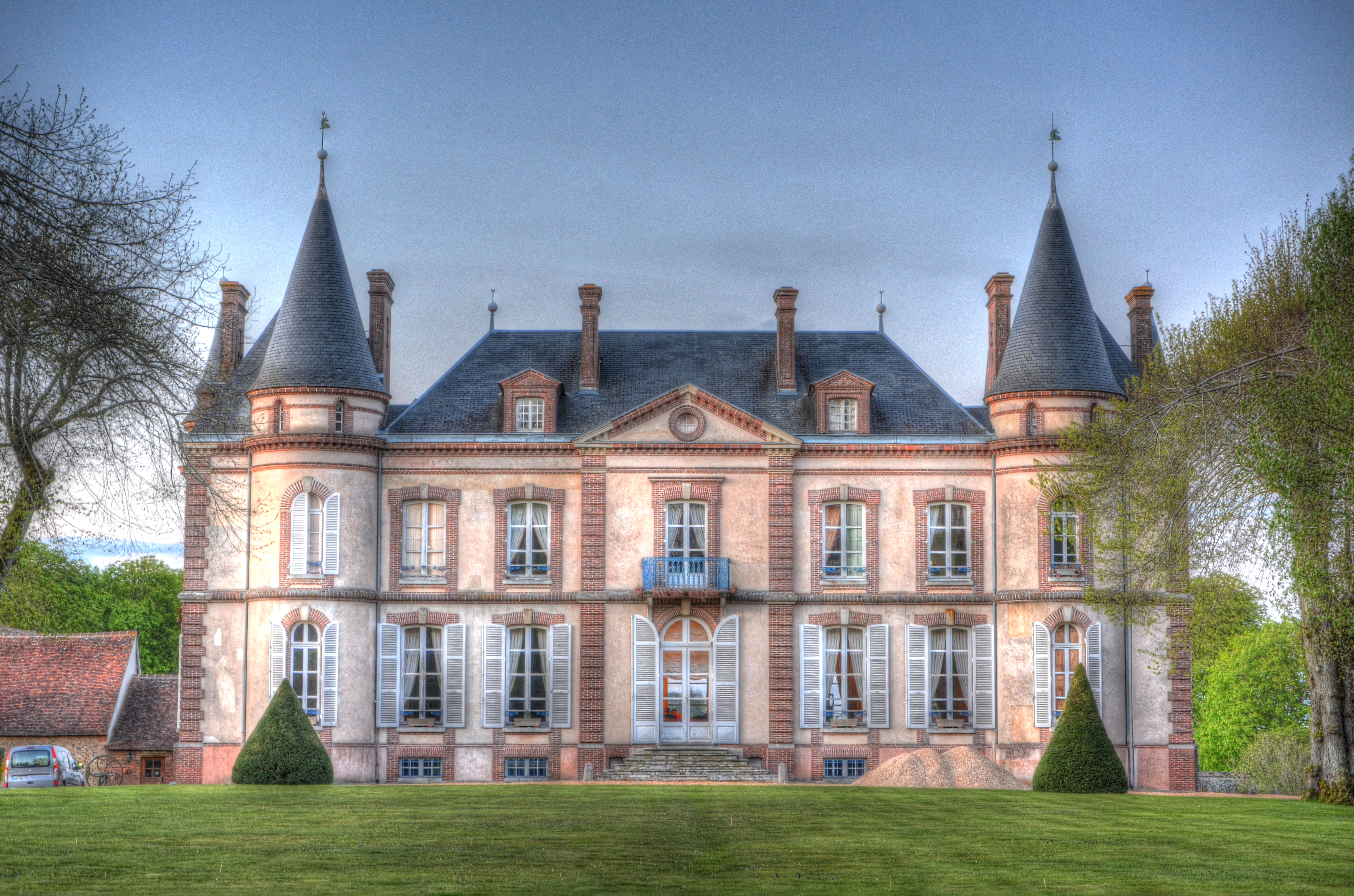
Manoir du Jaglu.

Un manoir adossé à un corps de ferme existe au nord de Châteauneuf dans la forêt, sur le territoire de la commune de Saint-Sauveur-Marville, non loin des villages de Saint-Jean-de-Rebervilliers et de Bigeonette.
Propriété de Nicolas Marc Antoine Mathieu Portien, marquis d'Épinay Saint-Luc, seigneur de Boisville et du Jaglu, guillotiné le 21 prairial an II (1793) place de la Concorde à Paris, le manoir a été en partie détruit lors de la Révolution et confisqué au profit de la Nation. Le manoir n'a cependant pas été mis en vente comme bien national à la suite de la réhabilitation du marquis d'Épinay peu après Thermidor.
Né le 10 mars 1737 à L'Aigle, il entra dans les mousquetaires en 1756, fut ensuite officier major dans le régiment de Bresse, puis lieutenant-colonel du régiment de Champagne. Lors de l'exhumation faite au cimetière de la Madeleine en 1817, ses restes furent transportés avec ceux d'autres victimes du tribunal révolutionnaire, à la chapelle expiatoire.
L'un de ses fils a fait rebâtir le manoir à partir de 1844. Ce dernier a conservé ses anciens fossés, le pont qui les enjambe et sa grille du XVIe siècle.
Il est accessible par une allée qui traverse la forêt. La légende veut qu'elle ait été tracée en une seule nuit pour accueillir Louis XIV dans l'alignement de la rue Émile-Vivier (D 928) à partir de Châteauneuf ou par le chemin du Jaglu à partir de Bigeonnette (commune de Saint-Sauveur-Marville).

#### Église Notre-Dame de Marville-les-Bois

L'église Notre-Dame de Marville-les-Bois
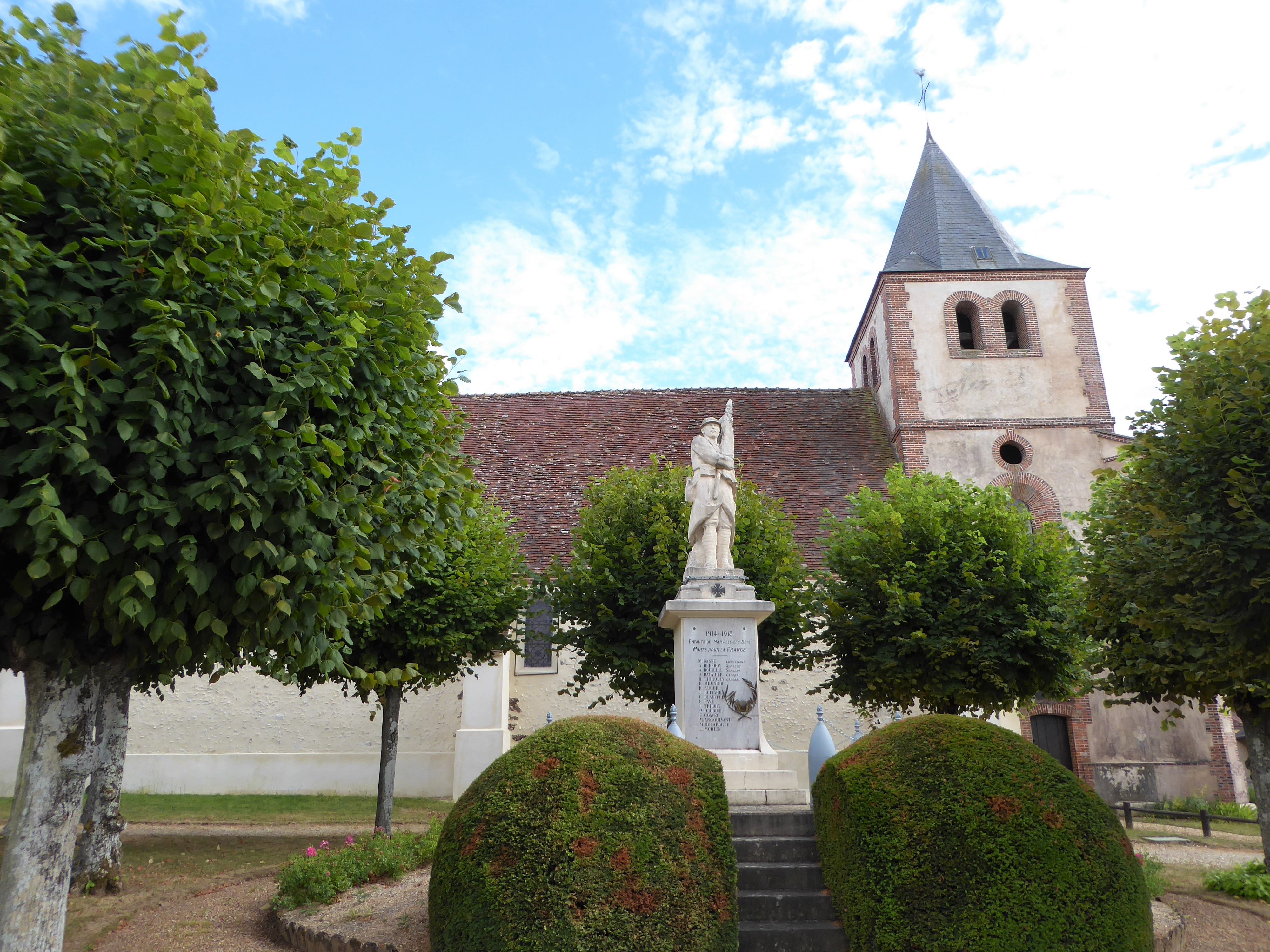
Église Notre-Dame et monument aux morts.
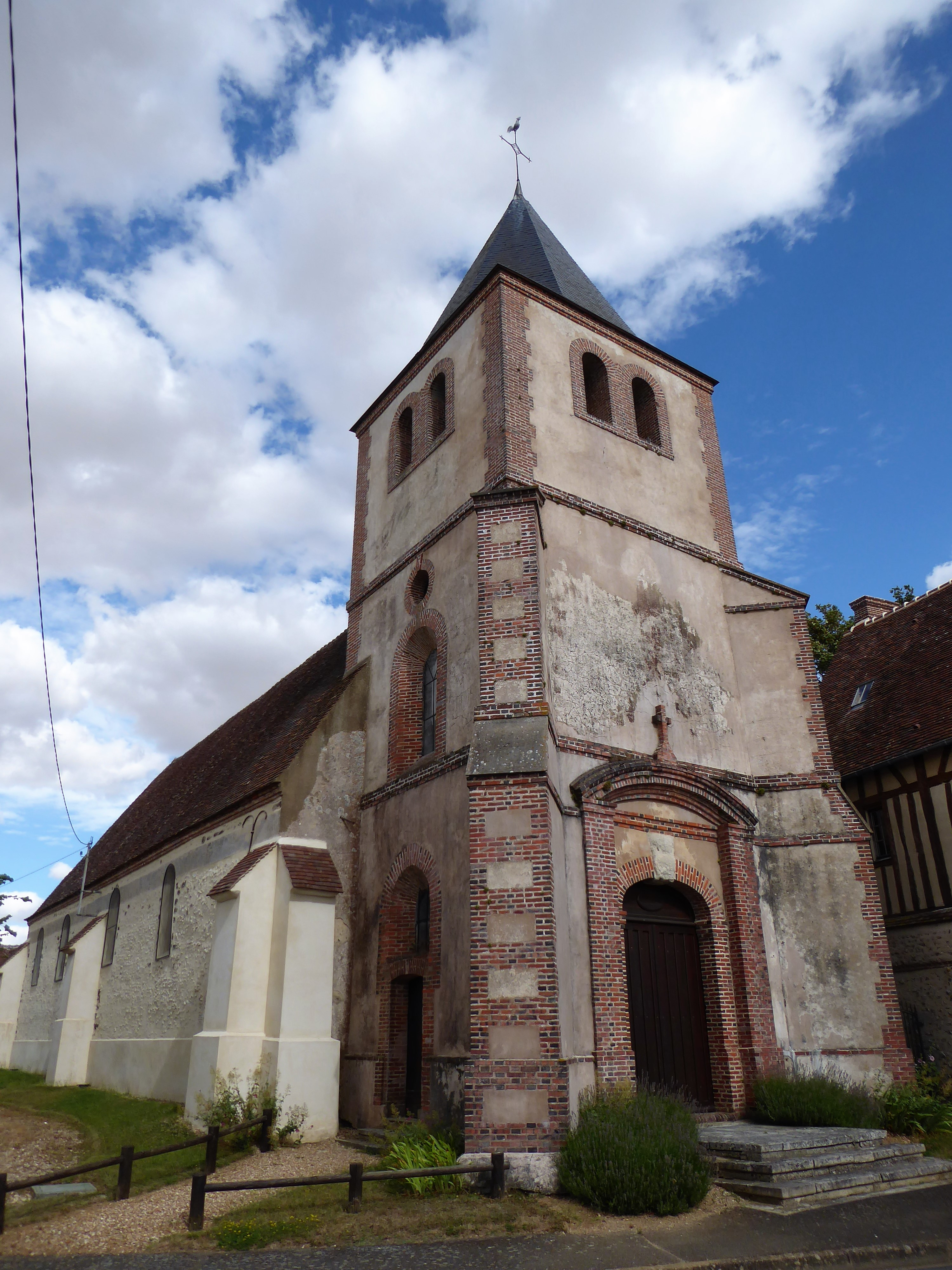
Tour porche.
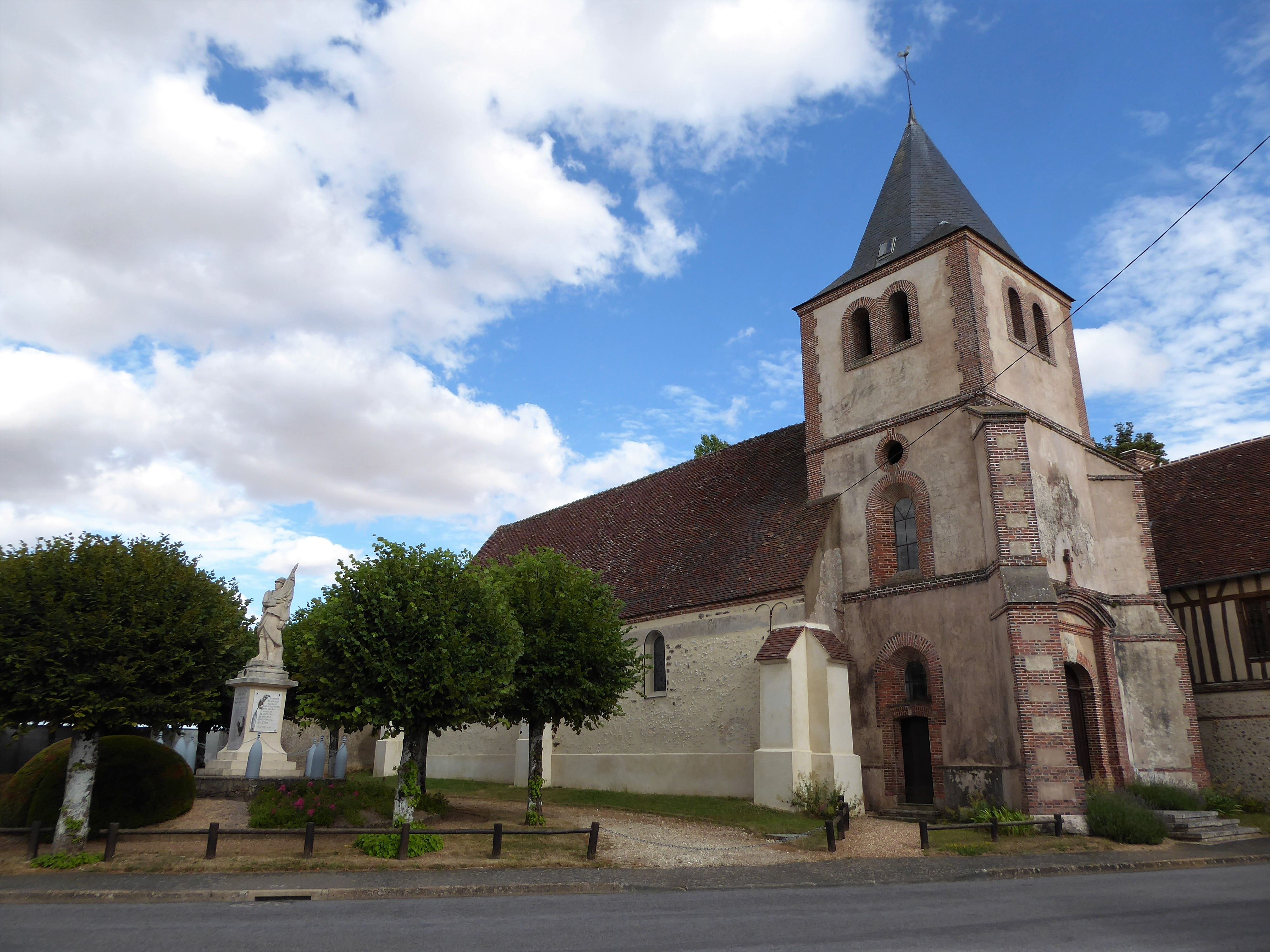
Tour porche et mur nord.

#### Église Saint-Martin de Levasville

L'église Saint-Martin de Levasville
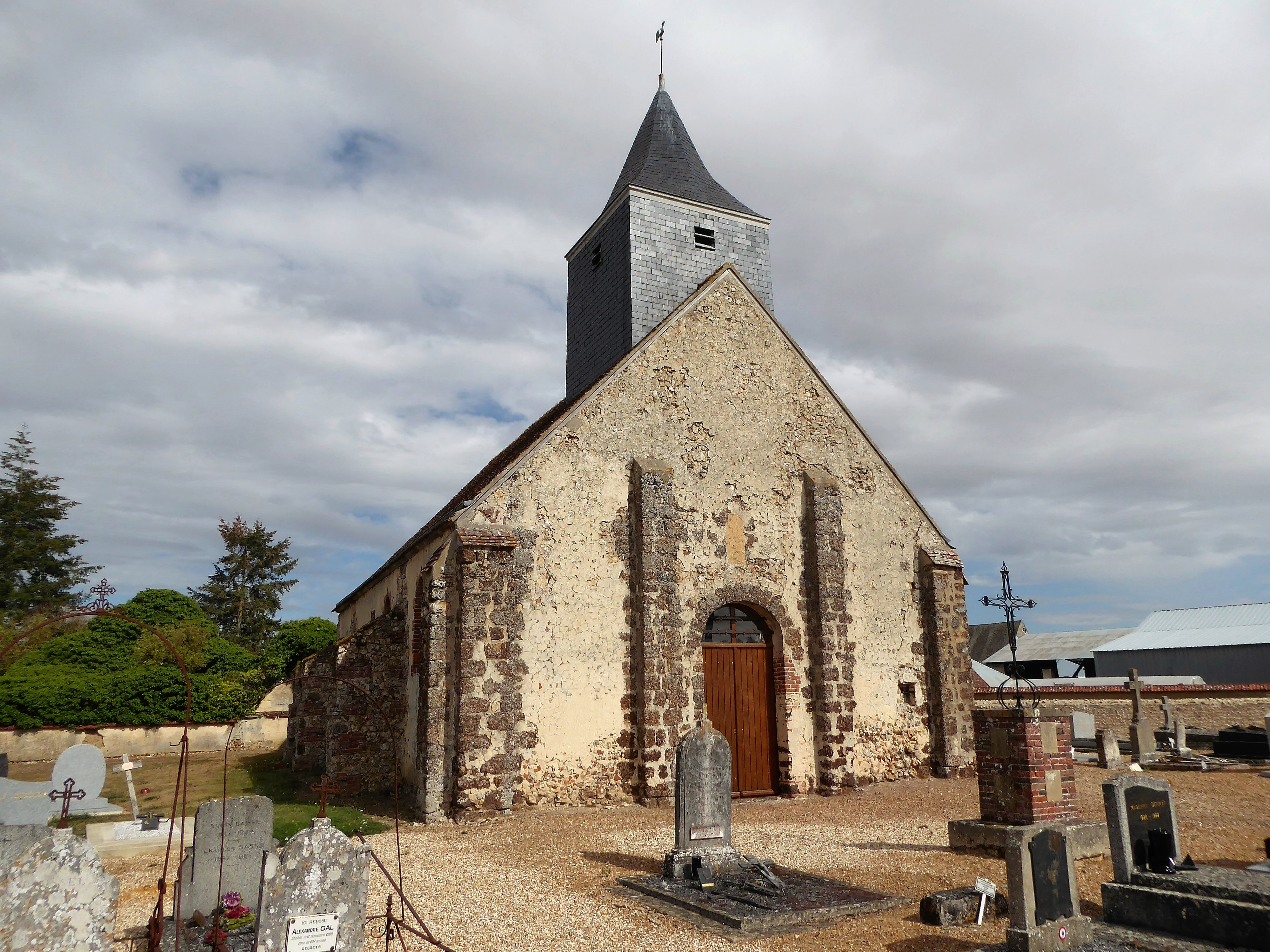
Façade ouest et clocher.
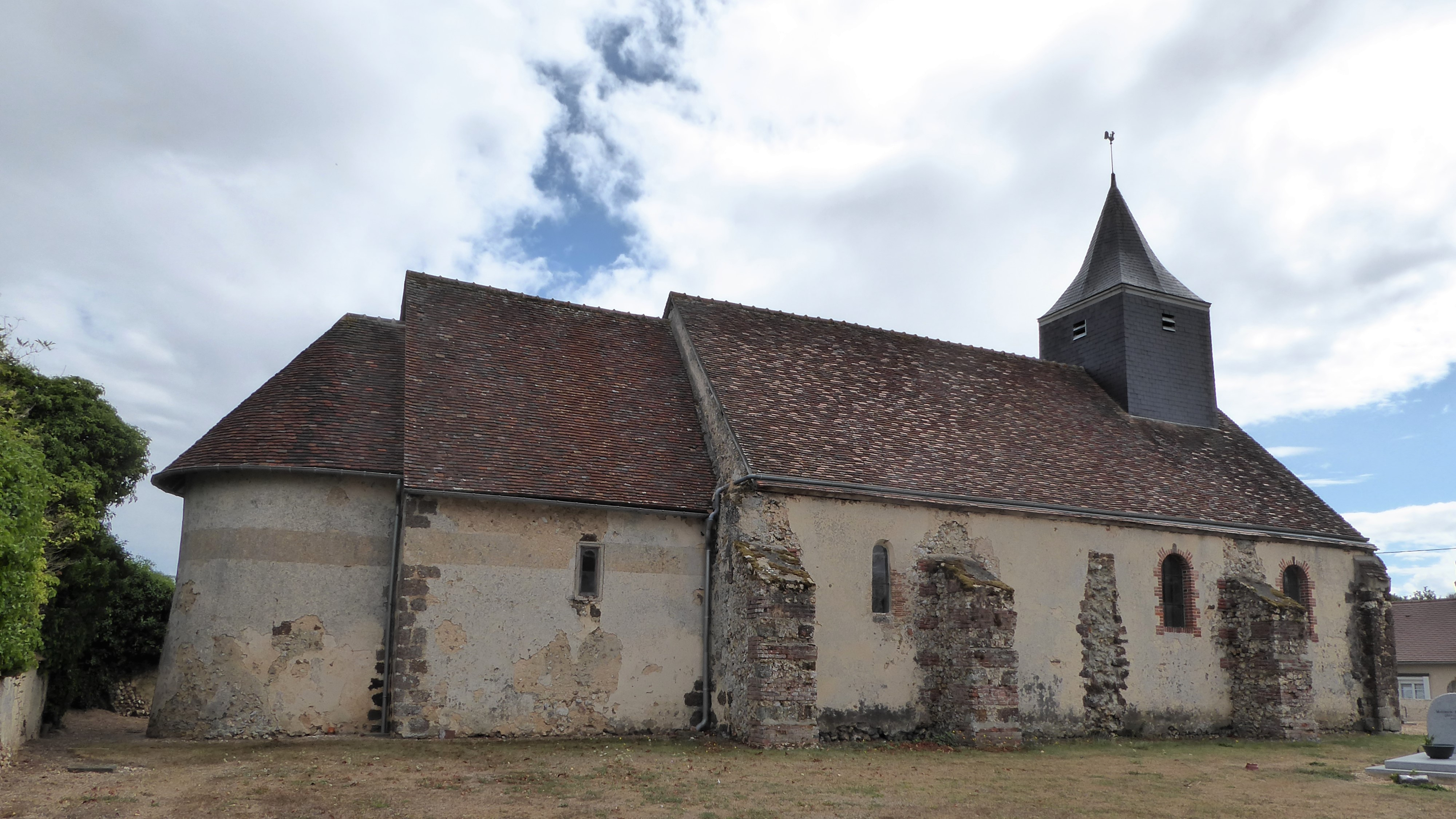
Murs nord.
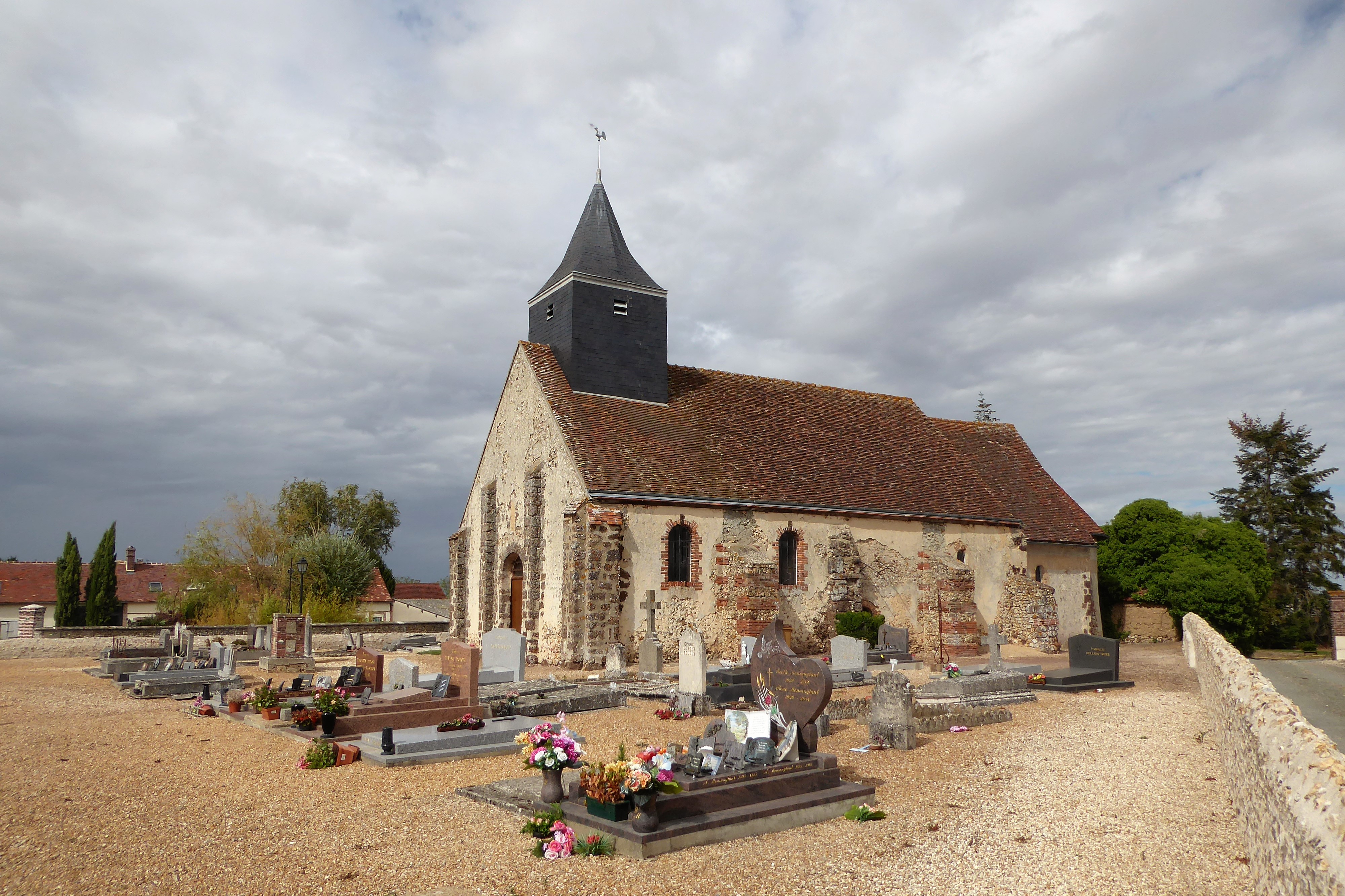
Murs sud.

#### Parc de la Clef
Ce parc de 4 hectares présente une roseraie de rosiers David Austin, un jardin de collection, un jardin anglais et un jardin symbolique.